# Jun Je-uk
Jun Je-uk (* 21. Dezember 1987) ist ein südkoreanischer Biathlet.
Jun startet für KAFAC und wird von Yongsean Shin trainiert. Er betreibt seit 1999 Biathlon und lebt in Gangwon-do. Er debütierte 2004 in Gurnigel im Junioren-Europacup. Zum Auftakt der Saison 2005/06 debütierte er bei den Männern im Obertilliach im Biathlon-Europacup und wurde 76. des Einzels. Im Biathlon-Weltcup startete er erstmals 2006 in Hochfilzen und wurde 92. des Sprints. In Lahti erreichte er mit Rang 85 in einem Einzel sein bisher bestes Weltcup-Resultat. Bisheriger Karrierehöhepunkt für Jun wurden die Biathlon-Weltmeisterschaften 2009 im heimischen Pyeongchang. Der Südkoreaner wurde in vier Rennen eingesetzt. Im Sprint lief er auf den 113. Platz, im Einzel wurde er 98. Mit Mun Ji-hee, Jo In-hee und Lee In-bok lief er in der Mixed-Staffel als Schlussläufer auf den 19., mit Lee, Park Byung-joo und Han Kyung-hee in der Staffel auf den 23. Platz.

## Weltcupstatistik
Die Tabelle zeigt alle Platzierungen (je nach Austragungsjahr einschließlich Olympische Spiele und Weltmeisterschaften).
- 1.–3. Platz: Anzahl der Podiumsplatzierungen
- Top 10: Anzahl der Platzierungen unter den ersten zehn (einschließlich Podium)
- Punkteränge: Anzahl der Platzierungen innerhalb der Punkteränge (einschließlich Podium und Top 10)
- Starts: Anzahl gelaufener Rennen in der jeweiligen Disziplin
- Staffel: inklusive Mixed- und Single-Mixed-Staffeln

| Platzierung         | Einzel | Sprint | Verfolgung | Massenstart | Staffel | Gesamt |
| ------------------- | ------ | ------ | ---------- | ----------- | ------- | ------ |
| 1. Platz            |        |        |            |             |         |        |
| 2. Platz            |        |        |            |             |         |        |
| 3. Platz            |        |        |            |             |         |        |
| Top 10              |        |        |            |             |         |        |
| Punkteränge         |        |        |            |             | 27      | 27     |
| Starts              | 16     | 27     |            |             | 27      | 70     |
| Stand: Karriereende |        |        |            |             |         |        |